# Georg Koßmala
Georg Koßmala (* 22. Oktober 1896 in Myslowitz; † zum 18. März 1945 bei Oberglogau für tot erklärt) war ein deutscher Generalmajor im Zweiten Weltkrieg.

## Leben
Georg Koßmala trat nach dem Beginn des Ersten Weltkriegs am 13. August 1914 als Freiwilliger in das 4. Oberschlesische Infanterie-Regiment Nr. 63 der Preußischen Armee ein und avancierte bis 1917 zum Leutnant der Reserve.
Nach dem Krieg wechselte er 1920 in den Polizeidienst.
Am 1. Oktober 1935 wurde er mit Patent vom 1. Februar 1931 als Hauptmann in die Wehrmacht übernommen. Am 1. April 1938 wurde er Kommandeur des III. Bataillons vom Infanterie-Regiment 38 der 8. Infanterie-Division. In dieser Position wurde er am 1. März 1939 Oberstleutnant und nahm mit dem Regiment am Überfall auf Polen teil. Bis Herbst 1939 war er in der Kommandierung. Ab dem 13. September 1940 war er Kommandeur des I. Bataillons vom Infanterie-Regiment 222 bei der 75. Infanterie-Division. Als im Oktober 1940 das Bataillon an das Infanterie-Regiment 570, ebenfalls bei der 75. Infanterie-Division, übertragen wurde, blieb er auch hier in der Bataillonsführung. Mit der Aufstellung Mitte März 1941 übernahm er das Sicherungs-Regiment 3, welches zwei Monate später der 285. Sicherungs-Division unterstellt wurde. Die Division wurde für sogenannte Partisanenbekämpfung eingesetzt. Seine Beförderung zum Oberst erhielt er am 1. Januar 1942. Am 5. Juli 1942 wurde er Kommandeur des Infanterie-Regiments 6 der 30. Infanterie-Division. Im August 1944 wurde er mit der Führung der 32. Infanterie-Division betraut. Als Mitte September 1944 die 272. Volksgrenadier-Division aufgestellt wurde, war er von der Aufstellung bis Mitte Dezember 1944 Kommandeur der Division, welche er an Generalmajor Eugen König übergab. Anschließend übernahm er bis zu seinem Verschwinden die 344. Infanterie-Division. Am 26. März 1944 wurde ihm das Eichenlaub zum Ritterkreuz des Eisernen Kreuzes verliehen und am 1. Januar 1945 wurde er Generalmajor.
Ab 28. Februar 1945 galt er im Bereich Oberglogau als vermisst.